# بطاقة الحاسوب الشخصي
في الحوسبة، تعد بطاقة الحاسوب الشخصي تكوينًا للواجهة الطرفية للاتصالات المتوازية للحاسوب، المصممة لأجهزة الحاسوب المحمولة. وقد تم تقديم معيار PC Card بالإضافة إلى الإصدارات اللاحقة منه مثل CardBus في الأصل باسم PCMCIA، وقد تم تحديده وتطويره من قبل الرابطة الدولية لبطاقات ذاكرة الكمبيوتر الشخصي (PCMCIA).
وتم تصميمه في الأصل كمبدأ لبطاقات توسيع الذاكرة لتخزين الحاسوب. وأدى وجود معيار عام قابل للاستخدام للأجهزة الطرفية للحاسوب الدفتري إلى إتاحة العديد من أنواع الأجهزة بناءً على إمكانية تكوينها، ومنها بطاقات الشبكة وأجهزة المودم والأقراص الصلبة.

## تاريخها
تم إصدار معيار بطاقة PCMCIA 1.0 من قبل الرابطة الدولية لبطاقات ذاكرة الحاسوب الشخصي في نوفمبر من عام1990 وسرعان ما تم اعتماده من قبل اكثرمن ثمانين بائعًا. هي تتوافق مع معيار بطاقة الذاكرة JEIDA اليابانية 4.0.
وقامت شركة SanDisk (التي كانت في ذلك الوقت باسم "SunDisk") بإطلاق بطاقة PCMCIA الخاصة بها في شهر أكتوبر من عام 1992. وكانت الشركة أول من أدخل بطاقة ذاكرة فلاش القابلة للكتابة لجهاز HP 95LX (أول حاسوب جيب MS-DOS). وتتوافق هذه البطاقات مع معيار PCMCIA-ATA الإضافي الذي اتاح لها بالظهور كمحركات أقراص ثابتة IDE تقليدية إلى 95LX أو حاسوب شخصي. مما امدها بميزة رفع الحد الأعلى للسعة إلى 32 مترًا كاملًا متاحًا بموجب DOS 3.22 على 95LX.

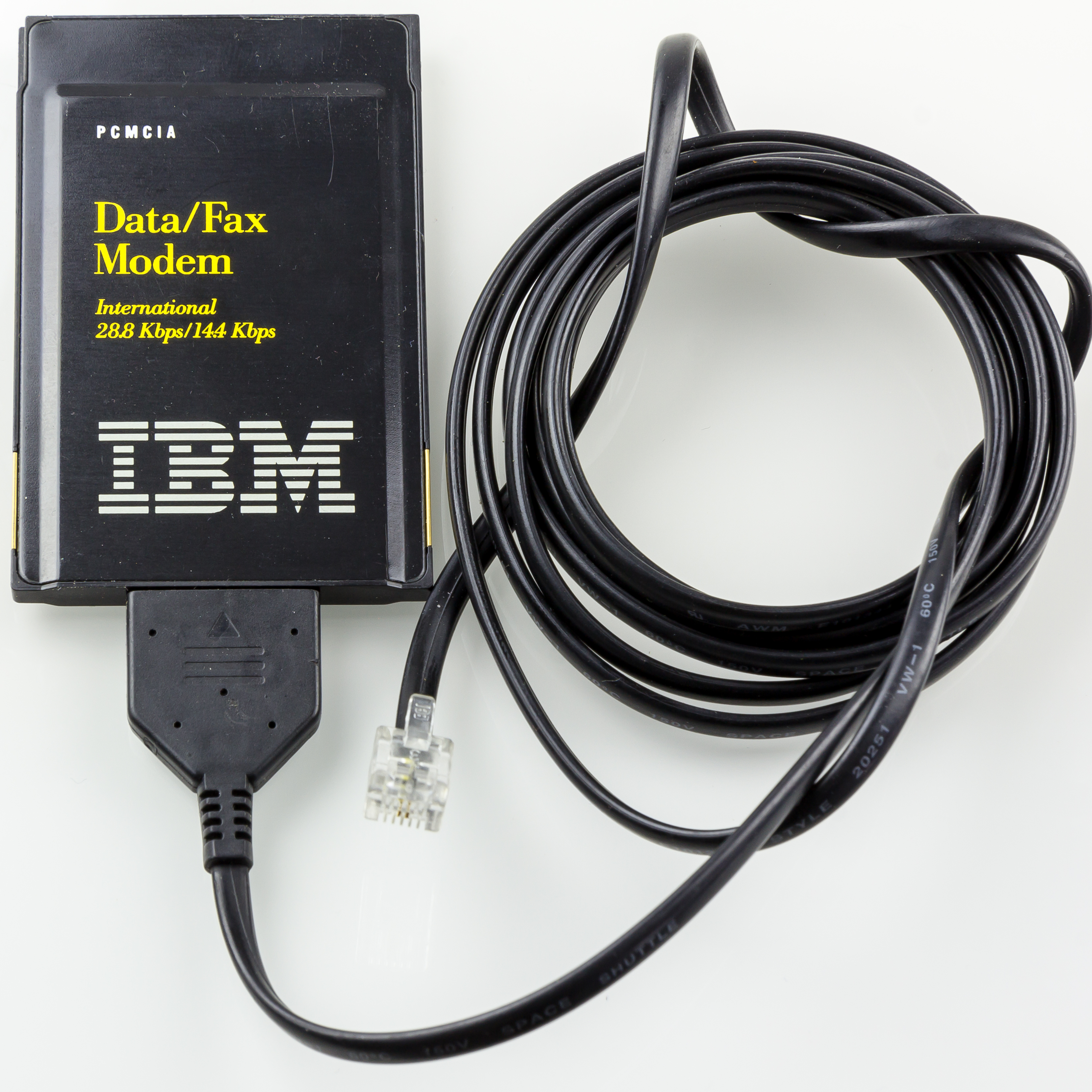
بطاقة حاسوب من النوع الثاني: مودم بيانات / فاكس IBM V.34 ، تم تصنيعه بواسطة TDK

سرعان ما أصبح جليا أن معيار بطاقة PCMCIA يحتاج إلى التوسع لدعم بطاقات الإدخال / الإخراج «الذكية» لتلبية الحاجة الناشئة لبطاقات الفاكس والمودم والشبكة المحلية والقرص الصلب والأقراص المرنة. واحتاجت أيضًا إلى تسهيلات المقاطعة والتوصيل السريع، الأمر الذي تطلب تعريف BIOS الجديد وواجهات نظام التشغيل. مما أدى إلى إدخال الإصدار الجديد 2.0 من معيار PCMCIA وJEIDA 4.1 في شهر سبتمبر من عام1991،  والذي شهدت التصحيحات والتوسيعات مع Card Services (CS) في معيار PCMCIA 2.1 في نوفمبرمن عام 1992.
احتوت العديد من اجهزة الحواسيب المحمولة في التسيعينات على فتحتين متجاورتين من النوع الثاني، والتي تسمح بتثبيت بطاقتين من النوع الثاني أو بطاقة واحدة مزدوجة السماكة من النوع الثالث.وقد تم استخدام هذه البطاقات أيضًا في كاميرات SLR الرقمية المبكرة، مثل سلسلة Kodak DCS 300 . ومع ذلك، فإن استخدامها الأصلي كتوسيع للتخزين لم يعد شائعًا.
تم استبدال منفذ PC Card بواجهة ExpressCAr d منذ عام 2003, على الرغم من أن بعض الشركات المصنعة مثل Dell استمرت في تقديمها حتى عام 2012 على أجهزة الحاسوب المحمولة XFR القوية.

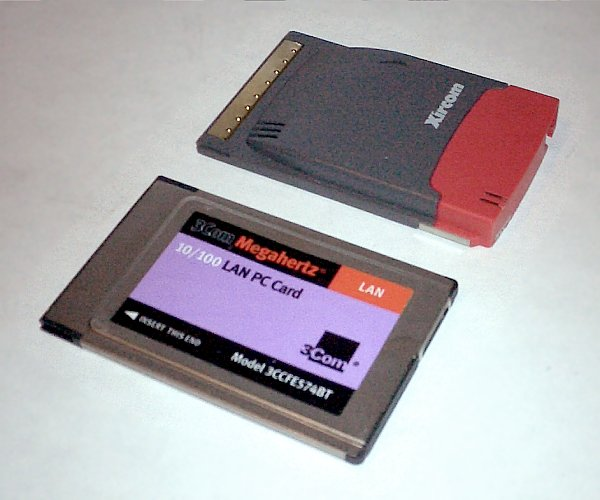
جهازي بطاقة PC:
Xircom RealPort (أعلى) من النوع III و
3Com (أسفل) النوع الثاني.

و اعتبارا من عام 2013 لا زالت بعض المركبات من هوندا المزودة بنظام الملاحة تشمل قارئ بطاقات حاسوب مدمج في نظامها الصوتي.
وتتضمن بعض أجهزة الترفيه الاستهلاكية ذات العلامات التجارية اليابانية مثل أجهزة التلفزيون التي لديها فتحة بطاقة الحاسوب الشخصي لتشغيل الوسائط.

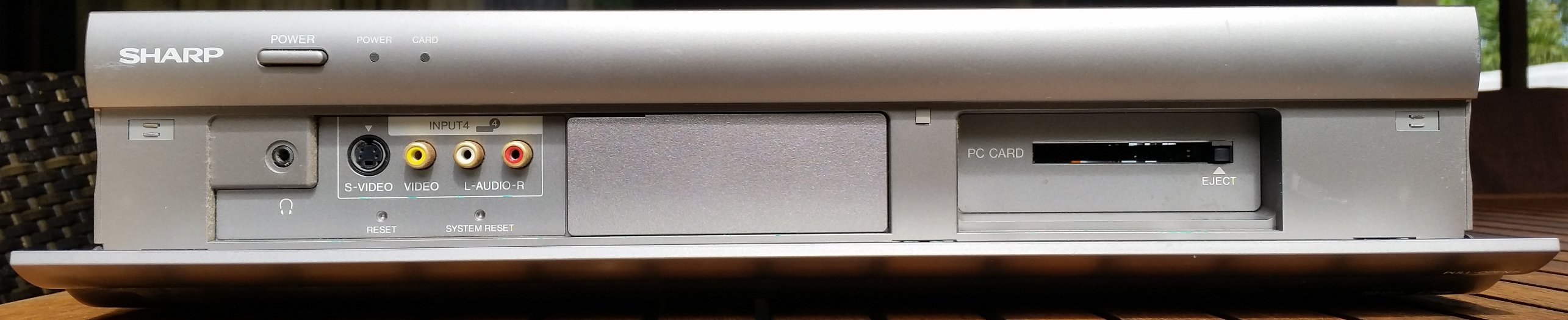
مستقبل وسائط Sharp TU-32GAX مع فتحة بطاقة PC.

## ملخص
- بطاقة PC = بطاقة PCMCIA (الاسم الأقدم): 16 بت أو 32 بت
- إصدار بطاقة الحاسوب الشخصي 32 بت = Cardbus (اسم بديل)
- 16 بت مقابل 32 بت: 32 بت تتضمن DMA أو ناقل رئيسي، 16 بت لا
- الأنواع من الأول إلى الثالث:
  - النوع الأول: 16 بت. سمك التكوين 3.3 مم
  - النوع الثاني: 16 بت أو 32 بت. سمك التكوين 5.0 مم
  - النوع الثالث: 16 بت أو 32 بت. سمك التكوين 10.5 مم
- حلت ExpressCard محل PC Card في عام 2003.

## اسمها
يرمز PCMCIA إلى الرابطة الدولية لبطاقات ذاكرة الحاسوب الشخصي، وهي مجموعة الشركات التي حددت المقاييس. وكان من الصعب قول هذا الاختصار وتذكره، وكان يشار إليه أحيانًا فكاهيا باسم «لا يستطيع الناس حفظ اختصارات صناعة الحاسوب». وللتعرف على النطاق المتزايد الذي يتجاوز الذاكرة، والمعاونة في التسويق، حصلت الجمعية على حقوق المصطلح الأبسط «بطاقة الحاسوب الشخصي» من شركة آي بي إم. وكان هذا هو اسم المعيار من الإصدار الثاني من المواصفات فصاعدًا. وقد تم استخدام هذه البطاقات للشبكات اللاسلكية وأجهزة المودم والوظائف الأخرى في أجهزة الحاسوب اللوحي.

## أنواع البطاقات
تستخدم جميع الأجهزة بطاقة PC Card حزمة ذات حجم مشابه يبلغ 85.6 مليمتر (3.37 بوصة) بطول 54.0 مليمتر (2.13 بوصة) واسعة، وبنفس حجم بطاقة الائتمان. ويُستخدم الشكل أيضًا بواسطة نموذج الواجهة المشتركة لوحدات الوصول المشروط لبث DVB، وبواسطة Panasonic لبطاقات الذاكرة للحصول على الفيديوهات الاحترافية "P2".
وتم تحديد المعيار الأصلي لكليهما 5 فولت و 3.3 بطاقات فولت مع 3.3 بطاقات فولت التي تحتوي على مفتاح على جانبها لمنع دخولها بالكامل في فتحة 5 فولت فقط. وتعمل بعض البطاقات الفتحات بجهد كهربائي على حسب الإحتياج. وتم بناء المعيار الأصلي حول منصة ناقلة ISA 16 بت «محسنة» ز وCardBus هو الإصدار الأحدث من معيار PCMCIA (انظر أدناه)، وهو إصدار 32 بت من المعيار الأصلي. بالإضافة إلى دعم ناقل أوسع من 32 بت (بدلاً من 16 بت الأصلي)، يقوم CardBus أيضًا بدعم إتقان ناقل وسرعات تشغيل تصل إلى 33 ميغا هيرتز.

### النوع الأول
هي البطاقات المصممة وفقًا للمواصفات الأصلية (PCMCIA 1.0) هي من النوع الأول ولها واجهة 16 بت. وهي 3.3 مليمتر (0.13 بوصة)وتكون سميكة وتحتوي على صف مزدوج من 34 ثقبًا (إجمالي 68) بطول حافة قصيرة كواجهة توصيل. وتُستخدم أجهزة بطاقة الحسوب الشخصي من النوع الأول عادةً لأجهزة الذاكرة مثل ذاكرة الوصول العشوائي وذاكرة فلاش وبطاقات OTP (القابلة للبرمجة لمرة واحدة فقط) وبطاقات SRAM.

### النوع الثاني

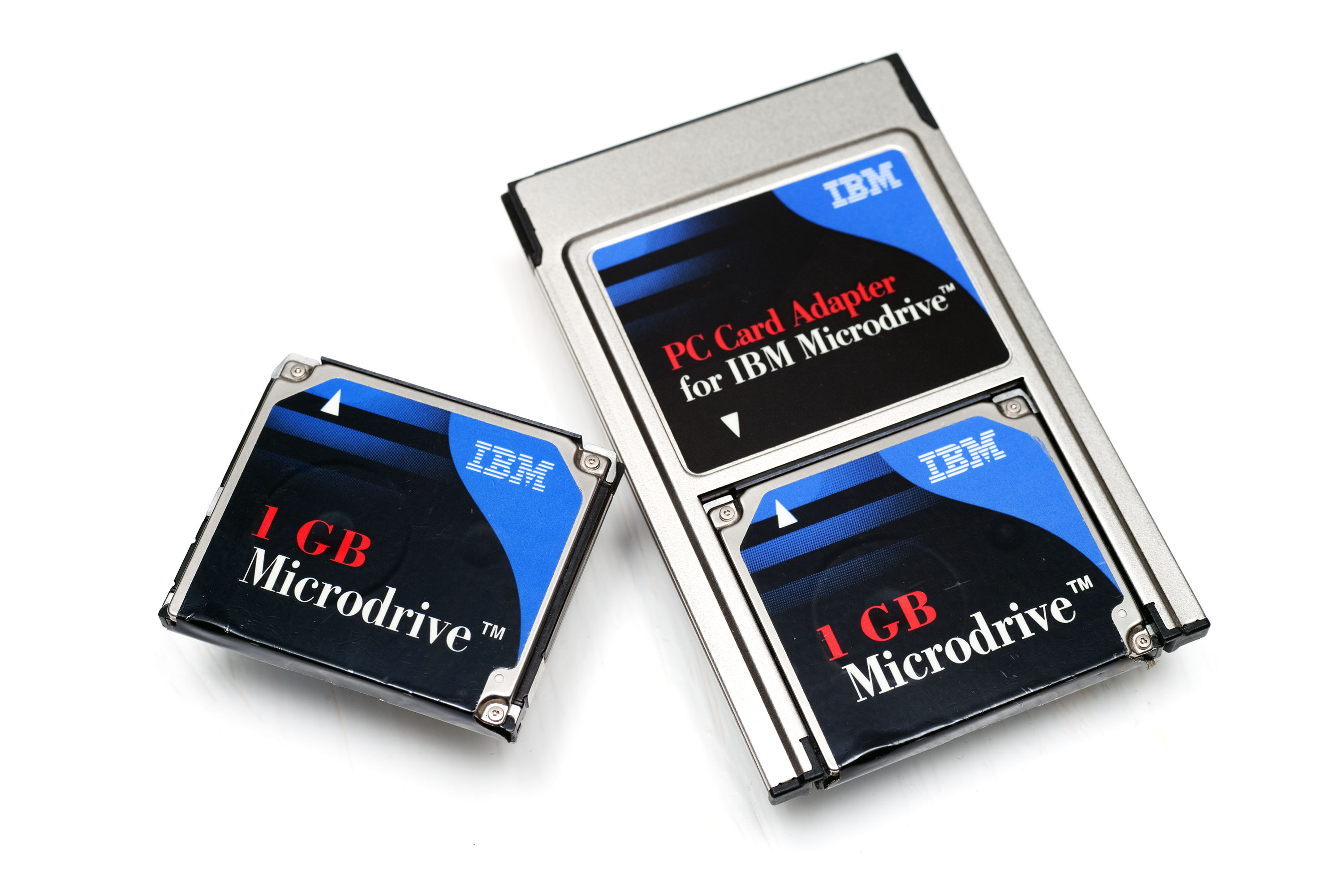
زوج من محرك IBM Microdrives بسعة 1 جيجابايت ، أحدهما مزود بمحول بطاقة PC من النوع الثاني

تستخدم أجهزة بطاقة الحاسوب من النوع الثاني وما فوقها صفين من 34 مقبسًا، ولها واجهة 16 أو 32 بت. وهي 5.0 مليمتر (0.20 بوصة) سميكة الشكل. وقامت هذه البطاقات بتقديم النوع الثاني دعم الإدخال والإخراج، مما يسمح للأجهزة بإرفاق مجموعة من الأجهزة الطرفية أو توفير موصلات وفتحات للواجهات التي لا توفر دعمًا مدمجًا بها في الحاسوب المضيف.
وعلى سبيل المثال، تقوم العديد من بطاقات المودم والشبكات والتلفزيون بقبول العديد من هذا التكوين. ونظرًا لسمكها الرقيق، تحتوي معظم بطاقات الواجهة من النوع الثاني على موصلات واجهة مصغرة على البطاقة متصلة Dongle، وهو كبل قصير يتكيف من موصل البطاقة المصغر إلى موصل خارجي بالحجم الكامل. وتحتوي بعض البطاقات على كتلة في نهاية الموصلات بدلاً من ذلك ويعد هذا أكثر قوة وملاءمة من المحول المنفصل ولكن بإمكانه حظر الفتحة الأخرى حيث توجد الفتحات في زوج. تحتوي بعض بطاقات النوع الثاني، وأبرزها واجهة الشبكة وبطاقات المودم، على مقبس قابل للسحب، بالإمكان دفعه إلى البطاقة وإخراجه عند الحاجة، مما يتيح بإدخال كابل من الأعلى. وعندما لا تكون هناك حاجة لاستخدام البطاقة، بالإمكان دفع المقبس مرة أخرى إلى البطاقة إحكامة في مكانه، مما يحميه من التلف. وتشمل معظم بطاقات الشبكة على مقبس بجانب واحد، بينما تحتوي معظم أجهزة المودم على مقبس في الجانب الآخر، مما يتيح باستخدام كليهما في الوقت نفسه حيث لا تعارضا بعضهما البعض. وغالبًا ما تحتوي البطاقات اللاسلكية من النوع الثاني على غطاء بلاستيكي يخرج من نهاية البطاقة إستيعاب الهوائي.
وأصبحت بطاقات محرك الأقراص الثابتة من نوع PC Card II متوفرة في منتصف التسعينيات؛ بينما في السابق، كانت محركات الأقراص الثابتة لبطاقة الحاسوب الشخصي متوفرة فقط في النوع الثالث.

### النوع الثالث
هي أجهزة بطاقة حاسوبية من النوع الثالث وهي 16 بت أو 32 بت. ويبلغ حجم هذه البطاقات 10.5 مليمتر (0.41 بوصة) سميكة، مما يسمح لها باستيعاب الأجهزة ذات المكونات التي لا تتناسب مع النوع الأول أو النوع الثاني من حسب الارتفاع. ومثال ذلك هي بطاقات محرك الأقراص الثابتة،  وبطاقات الواجهة ذات الموصلات كاملة الحجم التي لا تتطلب أجهزة دونجل (كما هو متطلب عادةً مع بطاقات واجهة النوع الثاني).

### النوع الرابع
بطاقات النوع الرابع، والتي قدمتها توشيبا، لم يتم توحيدها رسميًا أو اعتمادها من قبل PCMCIA . ويبلغ حجم هذه البطاقات 16 مليمتر (0.63 بوصة) في السمك.

### كومباكت فلاش
CompactFlash, هي عبارة عن مجموعة ثانوية صغيرة الحجم ذات أبعاد 50 من واجهة بطاقة الحاسوب 68 دبوس. ويتطلب إعدادًا لوضع الواجهة إما «للذاكرة» أو «تخزين ATA».

## بنية معلومات البطاقة
بنية معلومات البطاقة (CIS) هي معلومات مخزنة على بطاقة الحاسوب وتحتوي على معلومات حول تنسيق وتنظيم البيانات الموجودة على البطاقة. وايضا تحتوي على روابط تابعة للدول المستقلة أيضًا على معلومات مثل:
- نوع البطاقة
- خيارات إمداد الطاقة المدعومة
- قدرات توفير الطاقة المدعومة
- الصانع
- رقم الموديل

وعندما لا يتم التعرف على البطاقة هي عادةً ما تكون بسبب فقدان معلومات CIS أو تلفها.

## كاردبوس

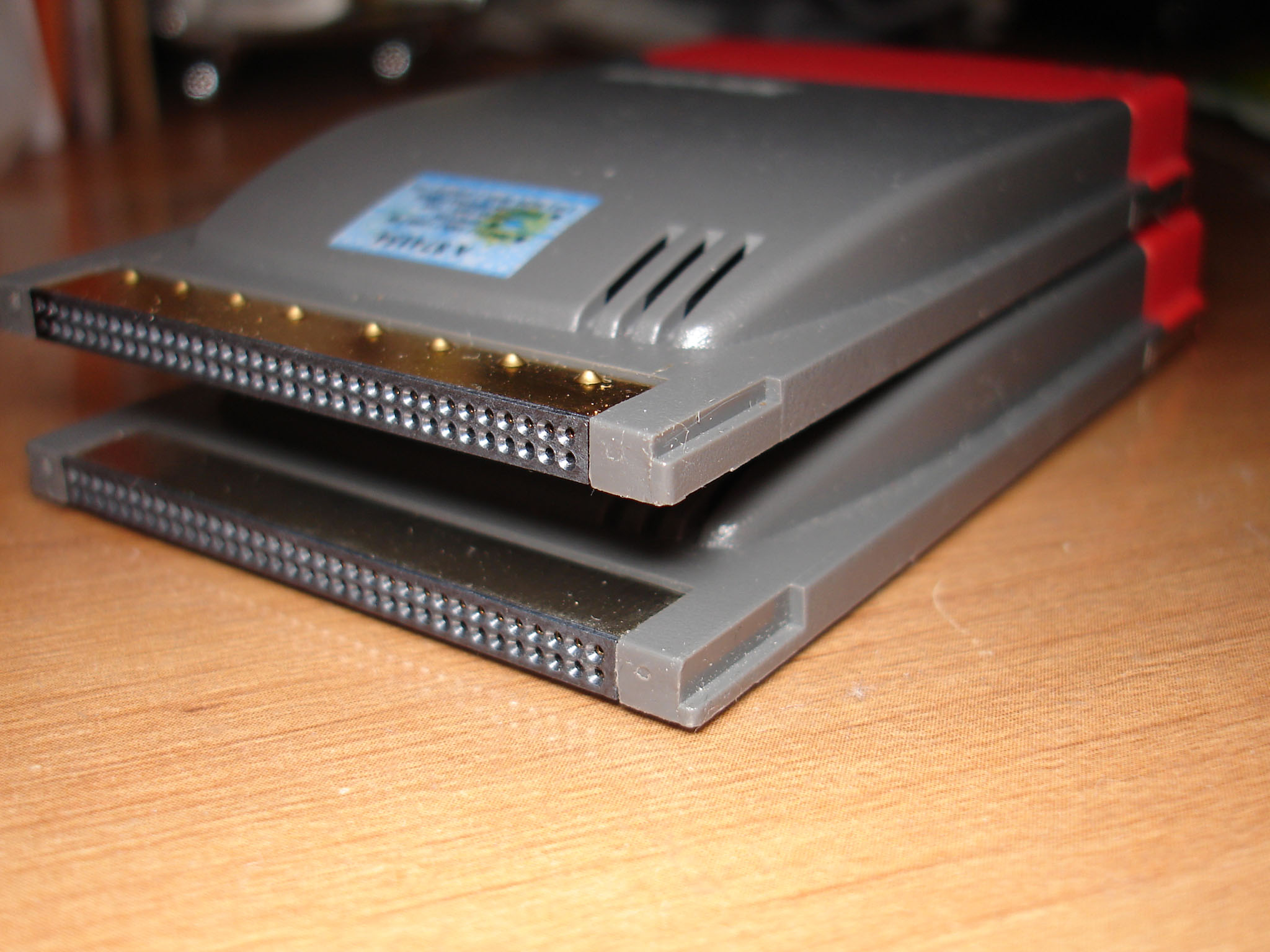
بطاقتا مودم Xircom RealPort Ethernet / 56k. الأول هو CardBus ، والجزء السفلي هو إصدار PCMCIA بجهد 5 فولت. لاحظ الدرجة المختلفة قليلاً بالإضافة إلى اللوحة الخلفية المؤرضة الإضافية.

CardBus هي PCMCIA 5.0 أو أحدث (JEIDA 4.2 أو أحدث) أجهزة PCMCIA 32 بت، تم تقديمها في عام 1995 وهي موجودة في أجهزة الحاسوب المحمولة من أواخر عام 1997 فصاعدًا. كاردبوس فعال 32 بت و 33 ناقل PCI MHz في تصميم بطاقة الحاسوب الشخصي. ويدعم كاردبوس إتقان الناقل، والذي يتيح لوحدة التحكم الموجودة في الناقل بالتواصل إلى الأجهزة أو الذاكرة الأخرى دون المرور عبر وحدة المعالجة المركزية. وتتوفر العديد من الشرائح، مثل تلك التي تدعم Wi-Fi، لكل من PCI وكاردبوس.
وهناك شق موجود في جهاز CardBus على الجانب الأيسر وهو ظاهر قليلاً لذلك وبحسب التصميم لا يمكن توصيل جهاز 32 بت بمعدات غابره تدعم أجهزة 16 بت فقط. وتقبل معظم الفتحات الجديدة كلاً من كاردبوس وأجهزة الحاسوب الأصلية ذات بطاقة 16 بت. وبالإمكان تمييز بطاقات كاردبوس عن البطاقات القديمة من خلال وجود شريط ذهبي به ثمانية اقراط صغيرة في أعلى البطاقة بجوار مآخذ التوصيل.
وتعتمد سرعة واجهات CardBus في وضع الاندفاع 32 بت على نوع النقل: في وضع البايت، تكون سرعة النقل 33 ميغا بايت/ ثانية؛ في وضع الكلمات هو 66 ميغا بايت/ ثانية؛ وفي وضع dword (كلمة مزدوجة) 132 ميغا بايت / ثانية.

## CardBay
CardBay هو متغير تمت إضافته إلى مواصفات PCMCIA التي تم تقديمها في عام 2001. وكان الغرض منه هو إضافة بعض التوافق مع USB وIEEE 1394، ولكن لم يتم اعتماده عالميًا، وتمتلك بعض أجهزة الحاسوب المحمولة وحدات تحكم بطاقة الحاسوب الشخصي مع ميزات CardBay. وهذا هو تنفيذ لمبادرة Microsoft و Intel المشتركة Drive Bay.

## أحفاد ومتغيرات
وحدة الوصول المشروط لCableCARD هي بطاقة حاسوب من النوع الثاني وهي مخصصة لربطها بجهاز فك التشفير أو تلفزيون رقمي كابلي.
وأنتجت الواجهة جيلًا من بطاقات ذاكرة الفلاش التي تسعى إلى تطوير حجم وميزات بطاقات النوع الأول: CompactFlash و MiniCard وP2 Card و SmartMedia. فعلى سبيل المثال، تُستخدم المواصفات الكهربائية لبطاقة الحاسوب الشخصي أيضًا لكومباكت فلاش، لذلك بإمكان محول PC Card كومباكت فلاش ان يصبح محولًا فعليًا سلبيًا بدلاً من طلب دوائركهربائية إضافية.
وتعتبر ExpressCard عن مواصفات لاحقة من PCMCIA، وقد تم تصميمها كبديل لبطاقة الحاسوب الشخصي، وهي مبنية على معايير PCI Express وUSB 2.0. وتم إغلاق معيار PC Card لمزيد من التطوير وتشجع PCMCIA بقوة على التصميمات للمنتجات المستقبلية لاستخدام واجهة إكسبرس كارد. ومنذ حوالي عام 2006، بدلت فتحات إكسبرس كاردفي محل فتحات PCMCIA في أجهزة الحواسيب المحمولة، مع وجود عدد قليل من أجهزة الحواسيب المحمولة في الفترة الانتقالية. ويتم تلبية الكثير من التوسعات التي كانت تتطلب سابقًا بطاقة PCMCIA بواسطة USB، مما يقلل من متطلبات فتحات التوسعة الداخلية؛ وبحلول عام 2011، ولم يكن لدى العديد من أجهزة الحاسوب المحمولة أي منها.
وتعتبر مداخل ExpressCard و CardBus غير متوافقة ماديًا وكهربائيًا. وتتوفر محولات ExpressCard-to-CardBus و Cardbus-to-ExpressCard من اجل توصيل بطاقة Cardbus بفتحة Expresscard ، أو عكس ذلك، ومن اجل تنفيذ التوصيل الكهربائي المطلوب. ولا تتعامل هذه المحولات مع بطاقات PCMCIA القديمة غير Cardbus.
وكانت محولات بطاقات الحاسوب الشخصي إلى فتحات ISA للحاسوب الشخصي متاحة عندما كانت هذه التقنيات متوفرة. وتم تصنيع محولات Cardbus لفتحات PCI. واستخدمت هذه المحولات أحيانًا لتلائم بطاقات PCMCIA اللاسلكية (802.11) في أجهزة الحاسوب سطح المكتبي مع فتحات PCI.
وأخذت بعض أجهزة الحاسوب المحمولة من IBM ThinkPad ذاكرة الوصول العشوائي المدمجة (بأحجام تتراوح من 4 إلى 16ميقا بايت) في عامل بطاقة IC-DRAM. وفي حين أن هذه البطاقات متشابهة جدًا من حيث الشكل، فعلى سبيل المثال لم تستطع ان تدخل في فتحة بطاقة الحاسوب القياسية، وغالبًا ما تم تثبيتها تحت لوحة المفاتيح. كما أنها لم تكن متوافقة مع رقم التعريف الشخصي، حيث كان لديها 88 دبوسًا ولكن في صفين متداخلين، على عكس الصفوف مثل بطاقات الحاسوب الشخصي.
وتستخدم معيار الأجهزة مفتوحة المصدر EOMA68 في نفس موصلات بطاقة الحاسوب ذات 68 سنًا وجعلها تتوافق مع عامل شكل بطاقة الحاسوب الشخصي بشتى الطرق الأخرى.

## التقادم التكنولوجي
بعد إصدار بطاقة ExpressCard المستندة إلى PCIe في عام 2003، بدأ مصنعو أجهزة الحاسوب المحمول في تركيب فتحات إكسبرس كارد مع أجهزة الحاسوب المحمولة الجديدة بدلاً من فتحات بطاقة الحاسوب الشخصي. إذ يمكن توصيل أجهزة PC Card بمحول إكسبرس كارد والذي يوفر توصيل PCI-to-PCIe Bridge. وعلى الرغم من كونها أسرع بكثير من حيث السرعة / النطاق الترددي، إلا أن إكسبرس كارد لم تكن منتشرة مثل بطاقة الحاسوب الشخصي، ويرجع ذلك نسبيا إلى انتشار منافذ USB على أجهزة الحاسوب الحديثة. وتعتبر معظم الوظائف التي توفرها أجهزة PC Card أو اكسبرس كارد متاحة الآن كجهاز USB خارجي. وتتمتع أجهزة USB هذه بكونها متناسقة مع أجهزة حاسوب سطح المكتب وكذلك الأجهزة المحمولة. (نادرًا ما كانت أجهزة الحسوب المكتبية مزودة ببطاقة حاسوب شخصي أو فتحة بطاقة إكسبرس كارد.)